# Вета ле Крочи (Фиренца)
Вета ле Крочи је насеље у Италији у округу Фиренца, региону Тоскана.
Према процени из 2011. у насељу је живело 37 становника. Насеље се налази на надморској висини од 517 м.